# Tschofenhaus

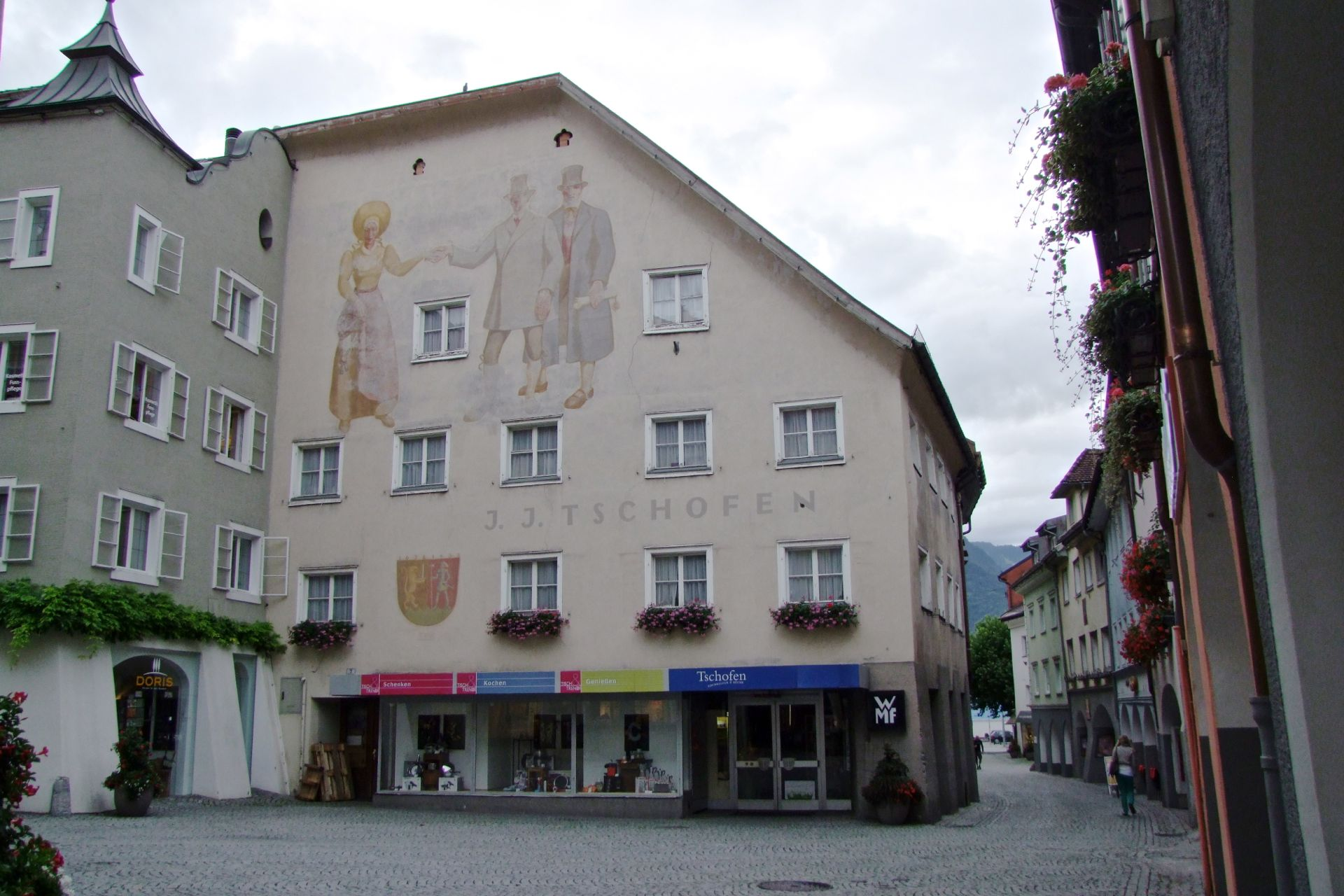
Wohn- und Geschäftshaus: Tschofenhaus, Rathausgasse 2 in 6700 Bludenz

Das Tschofenhaus (auch: Wohn- und Geschäftshaus Tschofenhaus bzw. Das Stadthotel oder Tscherpa-Tschofa) ist ein ehemaliges Wohn- und Geschäftshaus und nun Hotel in der Rathausgasse 2 in Bludenz. Das Bauwerk steht unter Denkmalschutz (Listeneintrag).
Das imposante Haus stammt im Kern aus dem 16. und 17. Jahrhundert (nach anderer Ansicht aus dem 15. Jahrhundert). Die markanten Fresken der Trachtenfiguren an der Fassade wurden im Jahr 1937 angebracht.

## Geschichte
Nach zwei verheerenden Stadtbränden 1638 und 1682 wurde das Tschofenhaus umgebaut und aufgestockt. Es wurde im Laufe der Jahrhunderte weiter mehrfach angepasst. 1937 wurden die markanten Bürgerbilder an der Fassade angebracht. Über Jahrzehnte wurden in diesem Haus Haushaltswaren (Geschirr- und Porzellanwaren) und davor Eisenwaren durch die Familie Tschofen verkauft. Aus dieser Zeit stammt auch der Name: Tscherpa-Tschofen (umgangssprachlich für Scherben).
Im Januar 2018 wurde mit einem massiven Umbau des Inneren des Tschofenhauses und der Renovierung der Fassade begonnen. Seit Dezember 2018 wird im Tschofenhaus ein Hotel betrieben. Das unmittelbar angebaute alte Bludenzer Café „Eberle“ ist heute räumlich Teil des neuen Restaurants/Hotels.

## Lage und Architektur
Das Tschofenhaus liegt in der Mitte der Bludenzer Innenstadt, direkt gegenüber dem Rathaus und dem Nepomukbrunnen. Es besteht aus historischem Natursteinmauerwerk mit Holzbalkendecken. Das Grundstück hat eine Fläche von 354 m², die Nutzfläche des Hotels beträgt 579 m². Der für das Hotel nutzbare Keller hat lediglich 56 m². Der bestehende Dachstuhl wurde 1977 erneuert und 2018 um Gaupen erweitert. Im Zuge des Umbaus zu einem Hotel wurden rund 2,75 Millionen Euro investiert.
An das Tschofenhaus wurde in den 30er Jahren das Eberle Haus angebaut.
Im Inneren befinden sich teilweise denkmalgeschützte Stuckdecken, Deckentäfer und Wandverkleidungen.
Das Hotel im Tschofenhaus hat zwölf Zimmer mit 24 Betten und im Restaurant 70 Sitzplätze und weitere 60 im Gastgarten.